# Viviana Quintana
Viviana Quintana Meléndez (* 26. Januar 1996) ist eine puerto-ricanische Leichtathletin, die sich auf den Stabhochsprung spezialisiert hat.

## Sportliche Laufbahn
Erste internationale Erfahrungen sammelte Viviana Quintana im Jahr 2022, als sie bei den Ibero-Amerikanischen Meisterschaften in La Nucia mit übersprungenen 4,00 m den sechsten Platz im Stabhochsprung belegte. Anschließend gelangte sie bei den NACAC-Meisterschaften in Freeport mit 4,00 m auf Rang fünf. Im Jahr darauf brachte sie bei den Zentralamerika- und Karibikspielen in San Salvador keinen gültigen Versuch zustande und anschließend belegte sie bei den Panamerikanischen Spielen in Santiago de Chile mit 4,00 m den achten Platz.
In den Jahren 2019 und von 2021 bis 2023 wurde Quintana puerto-ricanische Meisterin im Stabhochsprung.

## Persönliche Bestleistungen
- Stabhochsprung: 4,25 m, 18. Februar 2023 in Gurabo
  - Stabhochsprung (Halle): 4,20 m, 21. Januar 2023 in Iowa City